# Polikarp (Stawropulos)
Polikarp, imię świeckie Panajotis Stawropulos (ur. 15 października 1963 w Nafpaktos) – grecki duchowny prawosławny w jurysdykcji Patriarchatu Konstantynopola, od 2021 metropolita Włoch i Malty.

## Życiorys
15 stycznia 1990 przyjął święcenia diakonatu, a dzień później prezbiteratu. 6 maja 2007 otrzymał chirotonię biskupią.
W latach 2007–2021 był zwierzchnikiem metropolii Hiszpanii i Portugalii, następnie stanął na czele metropolii Włoch i Malty.